# Nephelistis
Nephelistis là một chi bướm đêm thuộc họ Noctuidae.

## Loài
- Nephelistis congenitalis Hampson, 1905
- Nephelistis differens (Druce, 1889)